# تولینز
تولینز (به فرانسوی: Tullins) یک کمون در بخش ایزر دپارتمان‌های فرانسه واقع در جنوب شرقی فرانسه است.